# Андраде, Патрик
Эриксон Патрик Коррея Андраде (порт. Erickson Patrick Correia Andrade; род. 9 февраля 1993, Прая, Кабо-Верде) — кабо-вердианский футболист, полузащитник клуба «Карабах» и сборной Кабо-Верде.

## Клубная карьера
Начал карьеру в 2009 году в клубе «Спортинг Прая». В этом клубе провёл 3 сезона, после чего ещё полтора сезона выступал за клубы из местного чемпионата. Зимой 2013 года перешёл в португальский «Рибейран».14 января 2015 года дебютировал на профессиональном уровне в составе «Морейренсе» в матче в сезоне 2014/15 чемпионата Португалии против «Насьонала».
26 июня 2018 года подписал контракт с болгарским футбольным клубом «Черно море» и 30 июля дебютировал в матче против софийского «Левски», который закончился вничью со счётом 2:2
28 августа 2020 года подписал трёхлетний контракт с азербайджанским «Карабахом», за который выступал два сезона.
Летом 2022 года перешёл в сербский «Партизан», подписав трёхлетний контракт.
15 июля 2023 года вернулся в «Карабах». Контракт действует до 30 июня 2025 года.

## Карьера за сборную
1 октября 2020 года Андраде получил вызов в сборную Кабо-Верде и дебютировал 10 октября 2020 года в проигранном (2:1) товарищеском матче против Гвинеи.
Был включён в состав сборной на Кубок африканских наций 2021.
Был включён в состав сборной на Кубок африканских наций 2023.